# Doba (woreda)
Pour les articles homonymes, voir Doba.
Doba est un woreda de la région Oromia, en Éthiopie.
Essentiellement rural, il tient son nom du bourg de Doba où vivent 3 272 personnes tandis que le woreda compte 133 939 habitants en 2007.

## Situation
Situé dans la zone Mirab Hararghe (Ouest Hararghe) de la région Oromia, le woreda est limitrophe de la région Somali et de la zone Misraq Hararghe (Est Hararghe).
Le bourg de Doba est desservi par une route secondaire qui quitte la route Awash-Harar aux environs d'Hirna (dans le woreda Tulo à une cinquantaine de kilomètres au nord-est de Chiro/Asebe Teferi) en direction de Bike (dans le woreda Afdem de la région Somali).
|             | Mieso – Afdem (région Somali) |                                  |
| Mieso       | Doba                          | Goro Gutu (zone Misraq Hararghe) |
| Chiro Zuria | Tulo                          |                                  |

## Histoire
- Référendum d'octobre 2004 établissant la frontière contestée entre les régions Oromia et Somali.

## Démographie
D'après le recensement national de 2007 réalisé par l'Agence centrale de statistique d'Éthiopie, la population du woreda (133 939 habitants) est à 97,6% rurale, la population urbaine se limitant aux 3 272 habitants du bourg de Doba.
La majorité des habitants (88,5%) sont musulmans tandis que 10% sont orthodoxes.
Avec une superficie de 700,47 km2[réf. souhaitée], le woreda a en 2007 une densité de population de 191 personnes par km2 ce qui est supérieur à la moyenne de la zone.
En 2020, la population est estimée (par projection des taux de 2007) à 176 859 personnes.